# Pawło Krutous
Pawło Ołeksandrowycz Krutous (ukr. Павло Олександрович Крутоус; ur. 9 kwietnia 1992 w Białej Cerkwi) – ukraiński koszykarz, reprezentant kraju, występujący na pozycji niskiego skrzydłowego, obecnie zawodnik BK Dnipro.

## Osiągnięcia
Stan na 15 kwietnia 2022, na podstawie, o ile nie zaznaczono inaczej.

### Drużynowe
- Mistrz:
  - Ukrainy (2017)
  - Estonii (2018)
- Wicemistrz Ukrainy (2019, 2020)
- Brązowy medalista mistrzostw Ukrainy (2021)
- Finalista Pucharu Ukrainy (2017)

### Indywidualne
- MVP meczu gwiazd ligi ukraińskiej (2019)[3]

### Reprezentacja
Seniorska
- Uczestnik:
  - mistrzostw Europy (2015 – 22. miejsce)
  - kwalifikacji:
    - europejskich do mistrzostw świata (2017 – 16. miejsce)
    - do Eurobasketu (2017, 2020)

Młodzieżowe
- Uczestnik mistrzostw Europy:
  - U–20 (2011 – 10. miejsce, 2012 – 12. miejsce)
  - U–18 (2010 – 14. miejsce)
  - U–16 (2008 – 9. miejsce)